# Мілін (Нижньосілезьке воєводство)
Мілін (пол. Milin) — село в Польщі, у гміні Меткув Вроцлавського повіту Нижньосілезького воєводства.
Населення — 414 осіб (2011).
У 1975-1998 роках село належало до Вроцлавського воєводства.

## Демографія
Демографічна структура станом на 31 березня 2011 року:
|          | Загалом | Допрацездатний вік | Працездатний вік | Постпрацездатний вік |
| -------- | ------- | ------------------ | ---------------- | -------------------- |
| Чоловіки | 201     | 31                 | 149              | 21                   |
| Жінки    | 213     | 44                 | 117              | 52                   |
| Разом    | 414     | 75                 | 266              | 73                   |